# Ithier de Martreuil
Pour les articles homonymes, voir Ithier.
Ithier de Martreuil, mort en 1395, est un évêque français du XIVe siècle.  

## Biographie
Ithier de Martreuil est grand-chantre de l'église de Poitiers, prévôt de Saint-Omer et chancelier du duc Jean de Berry, quand il est nommé évêque du Puy en 1390. Le roi Charles VI, dans l'espoir d'obtenir quelque soulagement aux accès de frénésie auxquels il est sujet, entreprend divers pèlerinages, entre autres celui de Notre-Dame du Puy en 1394.
En 1395, Ithier de Martreuil est nommé évêque de Poitiers.